# Amt Medelby
Das Amt Medelby war ein Amt im Kreis Südtondern in Schleswig-Holstein. Es bestand aus den sechs nachfolgend genannten Gemeinden:
1. Böxlund
2. Holt
3. Jardelund
4. Medelby
5. Osterby
6. Weesby

## Geschichte
1889 wurde im Kreis Tondern der Amtsbezirk Medelby aus den oben genannten Gemeinden gebildet. 1948 wurde der Amtsbezirk aufgelöst und die Gemeinden bildeten fortan das Amt Medelby. 
1966 wurde das Amt aufgelöst und die Gemeinden bildeten mit siebzehn weiteren Gemeinden aus den Ämtern Enge, Klixbüll und Leck das Amt Süderkarrharde, das sich 1967 in Amt Karrharde umbenannte.
Mit Bildung des Kreises Nordfriesland kamen die sechs Gemeinden 1970 zum Kreis Flensburg-Land in das Amt Schafflund.